# Godišnja doba (Željka, Višnja, Branka) (1979.)
Godišnja doba (Željka, Višnja, Branka), hrvatski dugometražni film iz 1979. godine.